# 尼科洛兹·谢拉扎季什维利
尼科洛兹·谢拉扎季什维利（1996年2月19日—），格鲁吉亚、西班牙男子柔道运动员，2018年世界柔道锦标赛男子90公斤级金牌得主、2021年世界柔道锦标赛男子90公斤级金牌得主、2024年世界柔道锦标赛男子100公斤级铜牌得主。